# Kanton Noailles
Der Kanton Noailles ist ein ehemaliger, bis 2015 bestehender französischer Wahlkreis im Arrondissement Beauvais, im Département Oise und in der Region Picardie; sein Hauptort war Noailles. Vertreter im Generalrat des Departements war ab 1979 Jean-François Mancel.
Der Kanton Noailles war 155,19 km² groß und hatte im Jahr 1999 20.119 Einwohner. Er lag im Mittel 122 Meter über dem Meer, zwischen 43 Metern in Hermes und 232 Metern in La Neuville-d’Aumont.

## Gemeinden
Der Kanton bestand aus 21 Gemeinden:
| Gemeinde                | Einwohner Jahr | Fläche km² | Bevölkerungsdichte | Code INSEE | Postleitzahl |
| ----------------------- | -------------- | ---------- | ------------------ | ---------- | ------------ |
| Abbecourt               | 763 (2013)     | –          | – Einw./km²        | 60002      | 60430        |
| Berthecourt             | 1.655 (2013)   | –          | – Einw./km²        | 60065      | 60370        |
| Cauvigny                | 1.509 (2013)   | –          | – Einw./km²        | 60135      | 60730        |
| Le Coudray-sur-Thelle   | 525 (2013)     | –          | – Einw./km²        | 60165      | 60790        |
| Le Déluge               | 512 (2013)     | –          | – Einw./km²        | 60196      | 60790        |
| Hermes                  | 2.500 (2013)   | –          | – Einw./km²        | 60313      | 60370        |
| Hodenc-l’Évêque         | 246 (2013)     | –          | – Einw./km²        | 60316      | 60430        |
| Laboissière-en-Thelle   | 1.292 (2013)   | –          | – Einw./km²        | 60330      | 60570        |
| Lachapelle-Saint-Pierre | 893 (2013)     | –          | – Einw./km²        | 60334      | 60730        |
| Montreuil-sur-Thérain   | 247 (2013)     | –          | – Einw./km²        | 60426      | 60134        |
| Mortefontaine-en-Thelle | 864 (2013)     | –          | – Einw./km²        | 60433      | 60570        |
| Mouchy-le-Châtel        | 80 (2013)      | –          | – Einw./km²        | 60437      | 60250        |
| La Neuville-d’Aumont    | 302 (2013)     | –          | – Einw./km²        | 60453      | 60790        |
| Noailles                | 2.850 (2013)   | –          | – Einw./km²        | 60462      | 60430        |
| Novillers               | 357 (2013)     | –          | – Einw./km²        | 60469      | 60730        |
| Ponchon                 | 1.106 (2013)   | –          | – Einw./km²        | 60504      | 60430        |
| Sainte-Geneviève        | 2.889 (2013)   | –          | – Einw./km²        | 60575      | 60730        |
| Saint-Sulpice           | 975 (2013)     | –          | – Einw./km²        | 60598      | 60430        |
| Silly-Tillard           | 471 (2013)     | –          | – Einw./km²        | 60620      | 60430        |
| Villers-Saint-Sépulcre  | 951 (2013)     | –          | – Einw./km²        | 60685      | 60134        |
| Warluis                 | 1.151 (2013)   | –          | – Einw./km²        | 60700      | 60430        |